# Kendama

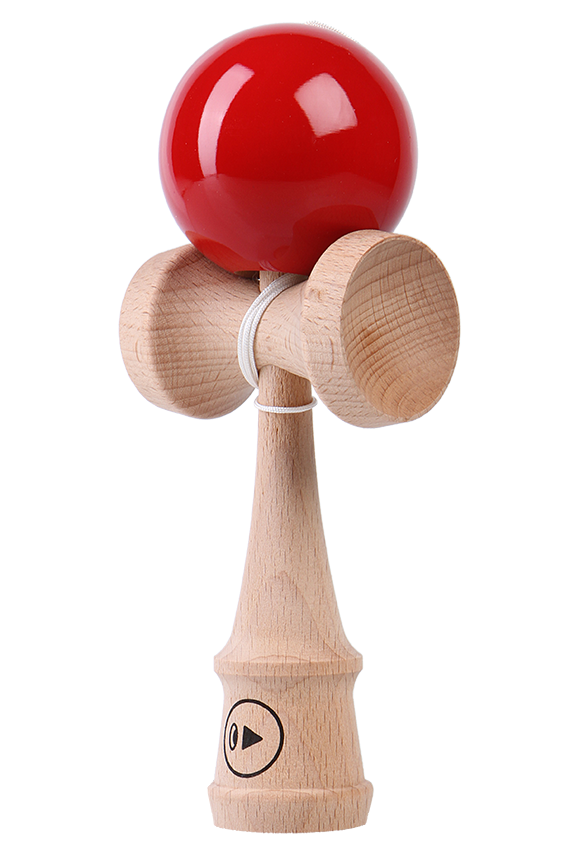
Kendama

De kendama (Japans: けん玉) is een eeuwenoud  Japans behendigheidsspel.
De kendama bestaat uit twee delen: de bal en een greep. De bal heet een tama en heeft een gat zodat hij gevangen kan worden op de spits. De bal is met de greep (ken) verbonden door middel van een touwtje. De ken is samengesteld uit 2 delen: de basis greep en het deel dat de sara wordt genoemd. De ken heeft cups in drie maten. Een grote, een kleine cup op de sara en een nog grotere cup aan de basis van de ken. Die kunnen allemaal gebruikt worden om de tama mee te vangen.
De stompe spits, de kensaki, kan ook gebruikt worden om de bal te vangen. Hoewel de kendama er eenvoudig uitziet zijn de mogelijkheden onbeperkt.
De kendama bestaat al honderden jaren en zou zijn oorsprong hebben als hulpstuk om de hand-oog coördinatie te verbeteren om betere resultaten te boeken tijdens de jacht.